# Natação nos Jogos Paralímpicos de Verão de 2024
As competições de natação nos Jogos Paralímpicos de Verão de 2024 foram disputadas entre 29 de agosto e 7 de setembro no Paris La Défense Arena na França. Os atletas que disputaram a natação possuem deficiência visual, intelectual ou física.

## Medalhistas

### Masculino

#### Livre
| Evento | Classe | Ouro                                       | Prata                                               | Bronze                                                                                         |
| 50 m   | S3     | Umut Ünlü TUR Turquia                      | Denys Ostapchenko UKR Ucrânia                       | Josia Topf GER Alemanha                                                                        |
| 50 m   | S4     | Sebastian Massabie CAN Canadá              | Takayuki Suzuki JPN Japão                           | Ami Omer Dadaon ISR Israel                                                                     |
| 50 m   | S5     | Guo Jincheng CHN China                     | Yuan Weiyi CHN China                                | Wang Lichao CHN China                                                                          |
| 50 m   | S7     | Andrii Trusov UKR Ucrânia                  | Carlos Serrano Zárate COL Colômbia                  | Egor Efrosinin NPA Atletas Paralímpicos Neutros                                                |
| 50 m   | S9     | Simone Barlaam ITA Itália                  | Denis Tarasov NPA Atletas Paralímpicos Neutros      | Fredrik Solberg NOR Noruega                                                                    |
| 50 m   | S10    | Thomas Gallagher AUS Austrália             | Phelipe Rodrigues BRA Brasil                        | Rowan Crothers AUS Austrália                                                                   |
| 50 m   | S11    | Keiichi Kimura JPN Japão                   | Wendell Belarmino BRA Brasil                        | Não houve (os dois nadadores fizeram o mesmo tempo, por isso, a medalha de prata foi dividida) |
| 50 m   | S11    | Keiichi Kimura JPN Japão                   | Dongdong Hua CHN China                              | Não houve (os dois nadadores fizeram o mesmo tempo, por isso, a medalha de prata foi dividida) |
| 50 m   | S13    | Ihar Boki NPA Atletas Paralímpicos Neutros | Illia Yaremenko UKR Ucrânia                         | Oleksii Virchenko UKR Ucrânia                                                                  |
| 100 m  | S4     | Ami Omer Dadaon ISR Israel                 | Takayuki Suzuki JPN Japão                           | Angel de Jesus Camacho Ramirez MEX México                                                      |
| 100 m  | S5     | Oleksandr Komarov UKR Ucrânia              | Guo Jincheng CHN China                              | Kirill Pulver NPA Atletas Paralímpicos Neutros                                                 |
| 100 m  | S6     | Antonio Fantin ITA Itália                  | Talisson Glock BRA Brasil                           | Laurent Chardard FRA França                                                                    |
| 100 m  | S8     | Callum Simpson AUS Austrália               | Noah Jaffe USA Estados Unidos                       | Alberto Amodeo ITA Itália                                                                      |
| 100 m  | S10    | Stefano Raimondi ITA Itália                | Rowan Crothers AUS Austrália                        | Thomas Gallagher AUS Austrália                                                                 |
| 100 m  | S12    | Yaroslav Denysenko UKR Ucrânia             | Maksym Veraksa UKR Ucrânia                          | Raman Salei AZE Azerbaijão                                                                     |
| 200 m  | S2     | Gabriel Araújo BRA Brasil                  | Vladimir Danilenko NPA Atletas Paralímpicos Neutros | Alberto Abarza CHI Chile                                                                       |
| 200 m  | S3     | Umut Ünlü TUR Turquia                      | Denys Ostapchenko UKR Ucrânia                       | Serhii Palamarchuk UKR Ucrânia                                                                 |
| 200 m  | S4     | Ami Omer Dadaon ISR Israel                 | Roman Zhdanov NPA Atletas Paralímpicos Neutros      | Takayuki Suzuki JPN Japão                                                                      |
| 200 m  | S5     | Francesco Bocciardo ITA Itália             | Kirill Pulver NPA Atletas Paralímpicos Neutros      | Oleksandr Komarov UKR Ucrânia                                                                  |
| 200 m  | S14    | William Ellard GBR Grã-Bretanha            | Nicholas Bennett CAN Canadá                         | Jack Ireland AUS Austrália                                                                     |
| 400 m  | S6     | Talisson Glock BRA Brasil                  | Antonio Fantin ITA Itália                           | Jesús Alberto Gutiérrez MEX México                                                             |
| 400 m  | S7     | Federico Bicelli ITA Itália                | Andrii Trusov UKR Ucrânia                           | Iñaki Basiloff ARG Argentina                                                                   |
| 400 m  | S8     | Alberto Amodeo ITA Itália                  | Reid Maxwell CAN Canadá                             | Andrei Nikolaev NPA Atletas Paralímpicos Neutros                                               |
| 400 m  | S9     | Ugo Didier FRA França                      | Simone Barlaam ITA Itália                           | Brenden Hall AUS Austrália                                                                     |
| 400 m  | S11    | David Kratochvil CZE Chéquia               | Rogier Dorsman NED Países Baixos                    | Uchu Tomita JPN Japão                                                                          |
| 400 m  | S13    | Ihar Boki NPA Atletas Paralímpicos Neutros | Alex Portal FRA França                              | Kylian Portal FRA França                                                                       |

#### Costas
| Evento | Classe | Ouro                                               | Prata                                               | Bronze                                           |
| 50 m   | S1     | Kamil Otowski POL Polônia                          | Francesco Bettella ITA Itália                       | Anton Kol UKR Ucrânia                            |
| 50 m   | S2     | Gabriel Araújo BRA Brasil                          | Vladimir Danilenko NPA Atletas Paralímpicos Neutros | Alberto Abarza CHI Chile                         |
| 50 m   | S3     | Denys Ostapchenko UKR Ucrânia                      | Josia Topf GER Alemanha                             | Serhii Palamarchuk UKR Ucrânia                   |
| 50 m   | S4     | Roman Zhdanov NPA Atletas Paralímpicos Neutros     | Ángel de Jesús Camacho Ramírez MEX México           | Arnošt Petráček CZE Chéquia                      |
| 50 m   | S5     | Yuan Weiyi CHN China                               | Guo Jincheng CHN China                              | Wang Lichao CHN China                            |
| 100 m  | S1     | Kamil Otowski POL Polônia                          | Anton Kol UKR Ucrânia                               | Francesco Bettella ITA Itália                    |
| 100 m  | S2     | Gabriel Araújo BRA Brasil                          | Vladimir Danilenko NPA Atletas Paralímpicos Neutros | Alberto Abarza CHI Chile                         |
| 100 m  | S6     | Yang Hong CHN China                                | Wang Jingang CHN China                              | Dino Sinovčić CRO Croácia                        |
| 100 m  | S7     | Yurii Shenhur UKR Ucrânia                          | Andrii Trusov UKR Ucrânia                           | Federico Bicelli ITA Itália                      |
| 100 m  | S8     | Iñigo Llopis Sanz ESP Espanha                      | Kota Kubota JPN Japão                               | Mark Malyar ISR Israel                           |
| 100 m  | S9     | Yahor Shchalkanau NPA Atletas Paralímpicos Neutros | Ugo Didier FRA França                               | Bogdan Mozgovoi NPA Atletas Paralímpicos Neutros |
| 100 m  | S10    | Olivier van de Voort NED Países Baixos             | Stefano Raimondi ITA Itália                         | Thomas Gallagher AUS Austrália                   |
| 100 m  | S11    | Mykhailo Serbin UKR Ucrânia                        | David Kratochvil CZE Chéquia                        | Danylo Chufarov UKR Ucrânia                      |
| 100 m  | S12    | Stephen Clegg GBR Grã-Bretanha                     | Raman Salei AZE Azerbaijão                          | Iaroslav Denysenko UKR Ucrânia                   |
| 100 m  | S13    | Ihar Boki NPA Atletas Paralímpicos Neutros         | Vladimir Sotnikov NPA Atletas Paralímpicos Neutros  | Alex Portal FRA França                           |
| 100 m  | S14    | Benjamin Hance AUS Austrália                       | Gabriel Bandeira BRA Brasil                         | Mark Tompsett GBR Grã-Bretanha                   |

#### Peito
| Evento | Classe                                             | Ouro                                   | Prata                                     | Bronze |
| 50 m   |                                                    |                                        |                                           |        |
| SB2    | Arnulfo Castorena MEX México                       | Ismail Barlov BIH Bósnia e Herzegovina | Grant Patterson AUS Austrália             |        |
| SB3    | Takayuki Suzuki JPN Japão                          | Efrem Morelli ITA Itália               | Miguel Luque ESP Espanha                  |        |
| 100 m  |                                                    |                                        |                                           |        |
| SB4    | Dmitrii Cherniaev NPA Atletas Paralímpicos Neutros | Antonios Tsapatakis GRE Grécia         | Manuel Bortuzzo ITA Itália                |        |
| SB5    | Leo McCrea SUI Suíça                               | Antoni Ponce Bertran ESP Espanha       | Danylo Semenykhin UKR Ucrânia             |        |
| SB6    | Yang Hong CHN China                                | Nelson Crispin Corzo COL Colômbia      | Ievgenii Bogodaiko UKR Ucrânia            |        |
| SB8    | Andrei Kalina NPA Atletas Paralímpicos Neutros     | Yang Guanglong CHN China               | Carlos Daniel Serrano Zarate COL Colômbia |        |
| SB9    | Stefano Raimondi ITA Itália                        | Hector Denayer FRA França              | Maurice Wetekam GER Alemanha              |        |
| SB11   | Rogier Dorsman NED Países Baixos                   | Yang Bozun CHN China                   | Danylo Chufarov UKR Ucrânia               |        |
| SB13   | Olivier van de Voort NED Países Baixos             | Stefano Raimondi ITA Itália            | Thomas Gallagher AUS Austrália            |        |
| SB14   | Nicholas Bennett CAN Canadá                        | Jake Michel AUS Austrália              | Naohide Yamaguchi JPN Japão               |        |

#### Borboleta
| Evento | Classe                                     | Ouro                                           | Prata                                           | Bronze |
| 50 m   |                                            |                                                |                                                 |        |
| S5     | Guo Jincheng CHN China                     | Yuan Weiyi CHN China                           | Wang Lichao CHN China                           |        |
| S6     | Wang Jingang CHN China                     | Nelson Crispín COL Colômbia                    | Laurent Chardard FRA França                     |        |
| S7     | Andrii Trusov UKR Ucrânia                  | Carlos Serrano Zárate COL Colômbia             | Egor Efrosinin NPA Atletas Paralímpicos Neutros |        |
| 100 m  |                                            |                                                |                                                 |        |
| S8     | Alberto Amodeo ITA Itália                  | Wu Hongliang CHN China                         | Yang Guanglong CHN China                        |        |
| S9     | Simone Barlaam ITA Itália                  | Timothy Hodge AUS Austrália                    | Lewis Bishop AUS Austrália                      |        |
| S10    | Stefano Raimondi ITA Itália                | Ihor Nimchenko UKR Ucrânia                     | Alex Saffy AUS Austrália                        |        |
| S11    | Keiichi Kimura JPN Japão                   | Danylo Chufarov UKR Ucrânia                    | Uchu Tomita JPN Japão                           |        |
| S12    | Stephen Clegg GBR Grã-Bretanha             | Dzmitry Salei NPA Atletas Paralímpicos Neutros | Raman Salei AZE Azerbaijão                      |        |
| S13    | Ihar Boki NPA Atletas Paralímpicos Neutros | Alex Portal FRA França                         | Enrique José Alhambra Mollar ESP Espanha        |        |
| S14    | Alexander Hillhouse DEN Dinamarca          | William Ellard GBR Grã-Bretanha                | Gabriel Bandeira BRA Brasil                     |        |

#### Medley
| Evento | Classe                                         | Ouro                              | Prata                                              | Bronze |
| 150 m  |                                                |                                   |                                                    |        |
| SM3    | Josia Topf GER Alemanha                        | Ahmed Kelly AUS Austrália         | Grant Patterson AUS Austrália                      |        |
| SM4    | Roman Zhdanov NPA Atletas Paralímpicos Neutros | Ami Omer Dadaon ISR Israel        | Angel de Jesus Camacho Ramirez MEX México          |        |
| 200 m  |                                                |                                   |                                                    |        |
| SM6    | Yang Hong CHN China                            | Nelson Crispin Corzo COL Colômbia | Talisson Glock BRA Brasil                          |        |
| SM7    | Iñaki Basiloff ARG Argentina                   | Andrii Trusov UKR Ucrânia         | Ievgenii Bogodaiko UKR Ucrânia                     |        |
| SM8    | Haijiao Xu CHN China                           | Guanglong Yang CHN China          | Diogo Cancela POR Portugal                         |        |
| SM9    | Timothy Hodge AUS Austrália                    | Ugo Didier FRA França             | Hector Denayer FRA França                          |        |
| SM10   | Stefano Raimondi ITA Itália                    | Col Pearse AUS Austrália          | Ihor Nimchenko UKR Ucrânia                         |        |
| SM11   | Rogier Dorsman NED Países Baixos               | Danylo Chufarov UKR Ucrânia       | David Kratochvil CZE Chéquia                       |        |
| SM13   | Ihar Boki NPA Atletas Paralímpicos Neutros     | Alex Portal FRA França            | Vladimir Sotnikov NPA Atletas Paralímpicos Neutros |        |
| SM14   | Nicholas Bennett CAN Canadá                    | Rhys Darbey GBR Grã-Bretanha      | Ricky Betar AUS Austrália                          |        |

### Feminino

#### Livre
| Evento | Classe                                              | Ouro                                         | Prata                                                  | Bronze |
| 50 m   |                                                     |                                              |                                                        |        |
| S4     | Leanne Smith USA Estados Unidos                     | Tanja Scholz GER Alemanha                    | Rachael Watson AUS Austrália                           |        |
| S6     | Jiang Yuyan CHN China                               | Ellie Marks USA Estados Unidos               | Anna Hontar UKR Ucrânia                                |        |
| S8     | Alice Tai GBR Grã-Bretanha                          | Cecília Araújo BRA Brasil                    | Viktoriia Ishchiulova NPA Atletas Paralímpicos Neutros |        |
| S10    | Chen Yi CHN China                                   | Christie Raleigh Crossley USA Estados Unidos | Aurélie Rivard CAN Canadá                              |        |
| S11    | Ma Jia CHN China                                    | Karolina Pelendritou CYP Chipre              | Maryna Piddubna UKR Ucrânia                            |        |
| S13    | Carol Santiago BRA Brasil                           | Gia Pergolini USA Estados Unidos             | Carlotta Gilli ITA Itália                              |        |
| 100 m  |                                                     |                                              |                                                        |        |
| S3     | Leanne Smith USA Estados Unidos                     | Iryna Poida UKR Ucrânia                      | Monica Boggioni ITA Itália                             |        |
| S5     | Tully Kearney GBR Grã-Bretanha                      | Marta Fernández Infante ESP Espanha          | Rachael Watson AUS Austrália                           |        |
| S7     | Jiang Yuyan CHN China                               | Morgan Stickney USA Estados Unidos           | Giulia Terzi ITA Itália                                |        |
| S9     | Alexa Leary AUS Austrália                           | Christie Raleigh-Crossley USA Estados Unidos | Mariana Ribeiro BRA Brasil                             |        |
| S10    | Emeline Pierre FRA França                           | Aurélie Rivard CAN Canadá                    | Alessia Scortechini ITA Itália                         |        |
| S11    | Daria Lukianenko NPA Atletas Paralímpicos Neutros   | Liesette Bruinsma NED Países Baixos          | Zhang Xiaotong CHN China                               |        |
| S12    | Carol Santiago BRA Brasil                           | Anna Stetsenko UKR Ucrânia                   | Ayano Tsujiuchi JPN Japão                              |        |
| 200 m  |                                                     |                                              |                                                        |        |
| S5     | Tully Kearney GBR Grã-Bretanha                      | Iryna Poida UKR Ucrânia                      | Monica Boggioni ITA Itália                             |        |
| S14    | Valeriia Shabalina NPA Atletas Paralímpicos Neutros | Poppy Maskill GBR Grã-Bretanha               | Louise Fiddes GBR Grã-Bretanha                         |        |
| 400 m  |                                                     |                                              |                                                        |        |
| S6     | Jiang Yuyan CHN China                               | Nora Meister SUI Suíça                       | Maisie Summers-Newton GBR Grã-Bretanha                 |        |
| S7     | Morgan Stickney USA Estados Unidos                  | McKenzie Coan USA Estados Unidos             | Giulia Terzi ITA Itália                                |        |
| S8     | Jessica Long USA Estados Unidos                     | Alice Tai GBR Grã-Bretanha                   | Xenia Palazzo ITA Itália                               |        |
| S9     | Zsófia Konkoly HUN Hungria                          | Lakeisha Patterson AUS Austrália             | Vittoria Bianco ITA Itália                             |        |
| S10    | Aurélie Rivard CAN Canadá                           | Alexandra Truwit USA Estados Unidos          | Bianka Pap HUN Hungria                                 |        |
| S11    | Liesette Bruinsma NED Países Baixos                 | Zhang Xiaotong CHN China                     | Daria Lukianenko NPA Atletas Paralímpicos Neutros      |        |
| S13    | Olivia Chambers USA Estados Unidos                  | Carlotta Gilli ITA Itália                    | Anna Stetsenko UKR Ucrânia                             |        |

#### Costas
| Evento | Classe                                       | Ouro                                                   | Prata                                             | Bronze |
| 50 m   |                                              |                                                        |                                                   |        |
| S2     | Yip Pin Xiu SIN Singapura                    | Haideé Aceves MEX México                               | Teresa Perales ESP Espanha                        |        |
| S3     | Ellie Challis GBR Grã-Bretanha               | Zoia Shchurova NPA Atletas Paralímpicos Neutros        | Marta Fernández Infante ESP Espanha               |        |
| S4     | Alexandra Stamatopoulou GRE Grécia           | Gina Böttcher GER Alemanha                             | Lídia Vieira da Cruz BRA Brasil                   |        |
| S5     | Lu Dong CHN China                            | He Shenggao CHN China                                  | Liu Yu CHN China                                  |        |
| 100 m  |                                              |                                                        |                                                   |        |
| S2     | Yip Pin Xiu SIN Singapura                    | Haideé Aceves MEX México                               | Angela Procida ITA Itália                         |        |
| S6     | Jiang Yuyan CHN China                        | Ellie Marks USA Estados Unidos                         | Shelby Newkirk CAN Canadá                         |        |
| S8     | Alice Tai GBR Grã-Bretanha                   | Viktoriia Ishchiulova NPA Atletas Paralímpicos Neutros | Mira Jeanne Maack GER Alemanha                    |        |
| S9     | Christie Raleigh-Crossley USA Estados Unidos | Núria Marquès Soto ESP Espanha                         | Mariana Ribeiro BRA Brasil                        |        |
| S10    | Bianka Pap HUN Hungria                       | Alexandra Truwit USA Estados Unidos                    | Emeline Pierre FRA França                         |        |
| S11    | Cai Liwen CHN China                          | Li Guizhi CHN China                                    | Daria Lukianenko NPA Atletas Paralímpicos Neutros |        |
| S12    | Carol Santiago BRA Brasil                    | Anna Stetsenko UKR Ucrânia                             | María Delgado ESP Espanha                         |        |
| S13    | Gia Pergolini USA Estados Unidos             | Roisin Ni Riain IRL Irlanda                            | Carlotta Gilli ITA Itália                         |        |
| S14    | Poppy Maskill GBR Grã-Bretanha               | Valeriia Shabalina NPA Atletas Paralímpicos Neutros    | Olivia Newman-Baronius GBR Grã-Bretanha           |        |

#### Peito
| Evento | Classe                                            | Ouro                                   | Prata                                                  | Bronze |
| 50 m   |                                                   |                                        |                                                        |        |
| SB3    | Monica Boggioni ITA Itália                        | Patricia Pereira dos Santos BRA Brasil | Marta Fernández Infante ESP Espanha                    |        |
| 100 m  |                                                   |                                        |                                                        |        |
| SB4    | Giulia Ghiretti ITA Itália                        | Fanni Illés HUN Hungria                | Cheng Jiao CHN China                                   |        |
| SB5    | Grace Harvey GBR Grã-Bretanha                     | Zhang Li CHN China                     | Anna Hontar UKR Ucrânia                                |        |
| SB6    | Maisie Summers-Newton GBR Grã-Bretanha            | Liu Daomin CHN China                   | Ng Cheuk-yan HKG Hong Kong                             |        |
| SB7    | Mariia Pavlova NPA Atletas Paralímpicos Neutros   | Iona Winnifrith GBR Grã-Bretanha       | Tess Routliffe CAN Canadá                              |        |
| SB8    | Dmytriv Dmytriv ESP Espanha                       | Brock Whiston GBR Grã-Bretanha         | Viktoriia Ishchiulova NPA Atletas Paralímpicos Neutros |        |
| SB9    | Chantalle Zijderveld NED Países Baixos            | Zhang Meng CHN China                   | Lisa Kruger NED Países Baixos                          |        |
| SB11   | Daria Lukianenko NPA Atletas Paralímpicos Neutros | Ma Jia CHN China                       | Karolina Pelendritou CYP Chipre                        |        |
| SB12   | Elena Krawzow GER Alemanha                        | Carol Santiago BRA Brasil              | Zhang Meng CHN China                                   |        |
| SB13   | Rebecca Redfern GBR Grã-Bretanha                  | Olivia Chambers USA Estados Unidos     | Colleen Young USA Estados Unidos                       |        |
| SB14   | Louise Fiddes GBR Grã-Bretanha                    | Débora Borges Carneiro BRA Brasil      | Beatriz Borges Carneiro BRA Brasil                     |        |

#### Borboleta
| Evento | Classe                                       | Ouro                                                   | Prata                                               | Bronze |
| 50 m   |                                              |                                                        |                                                     |        |
| S5     | Lu Dong CHN China                            | He Shenggao CHN China                                  | Sevilay Öztürk TUR Turquia                          |        |
| S6     | Jiang Yuyan CHN China                        | Liu Daomin CHN China                                   | Mayara Petzold BRA Brasil                           |        |
| S7     | Danielle Dorris CAN Canadá                   | Mallory Weggemann USA Estados Unidos                   | Giulia Terzi ITA Itália                             |        |
| 100 m  |                                              |                                                        |                                                     |        |
| S8     | Jessica Long USA Estados Unidos              | Viktoriia Ishchiulova NPA Atletas Paralímpicos Neutros | Alice Tai GBR Grã-Bretanha                          |        |
| S9     | Christie Raleigh-Crossley USA Estados Unidos | Zsófia Konkoly HUN Hungria                             | Emily Beecroft AUS Austrália                        |        |
| S10    | Faye Rogers GBR Grã-Bretanha                 | Callie-Ann Warrington GBR Grã-Bretanha                 | Katie Cosgriffe CAN Canadá                          |        |
| S13    | Carlotta Gilli ITA Itália                    | Grace Nuhfer USA Estados Unidos                        | Muslima Odilova UZB Uzbequistão                     |        |
| S14    | Poppy Maskill GBR Grã-Bretanha               | Chan Yui-lam HKG Hong Kong                             | Valeriia Shabalina NPA Atletas Paralímpicos Neutros |        |

#### Medley
| Evento | Classe                                              | Ouro                                                   | Prata                            | Bronze |
| 150 m  |                                                     |                                                        |                                  |        |
| SM4    | Tanja Scholz GER Alemanha                           | Nataliia Butkova NPA Atletas Paralímpicos Neutros      | Lidia Vieira da Cruz BRA Brasil  |        |
| 200 m  |                                                     |                                                        |                                  |        |
| SM5    | He Shenggao CHN China                               | Lu Dong CHN China                                      | Cheng Jiao CHN China             |        |
| SM6    | Maisie Summers-Newton GBR Grã-Bretanha              | Ellie Marks USA Estados Unidos                         | Liu Daomin CHN China             |        |
| SM7    | Mallory Weggemann USA Estados Unidos                | Tess Routliffe CAN Canadá                              | Julia Gaffney USA Estados Unidos |        |
| SM8    | Brock Whiston GBR Grã-Bretanha                      | Viktoriia Ishchiulova NPA Atletas Paralímpicos Neutros | Alice Tai GBR Grã-Bretanha       |        |
| SM9    | Zsófia Konkoly HUN Hungria                          | Núria Marquès Soto ESP Espanha                         | Anastasiya Dmytriv ESP Espanha   |        |
| SM10   | Zhang Meng CHN China                                | Bianka Pap HUN Hungria                                 | Tatyana Lebrun BEL Bélgica       |        |
| SM11   | Daria Lukianenko NPA Atletas Paralímpicos Neutros   | Ma Jia CHN China                                       | Cai Liwen CHN China              |        |
| SM13   | Carlotta Gilli ITA Itália                           | Olivia Chambers USA Estados Unidos                     | Róisín Ní Ríain IRL Irlanda      |        |
| SM14   | Valeriia Shabalina NPA Atletas Paralímpicos Neutros | Poppy Maskill GBR Grã-Bretanha                         | Aira Kinoshita JPN Japão         |        |

### Eventos mistos

#### Livre
| Evento         | Ouro                                                                                          | Prata                                                                         | Bronze                                                                                                   |
| -------------- | --------------------------------------------------------------------------------------------- | ----------------------------------------------------------------------------- | --- |
| 4x50 m 20 pts  | Peng Qiuping Yuan Weiyi Jiang Yuyan Guo Jincheng Wang Lichao• He Shenggao• Lu Dong• CHN China | Abbas Karimi Elizabeth Marks Zachary Shattuck Leanne Smith USA Estados Unidos | Talisson Glock Patrícia Pereira Lídia Vieira Daniel Xavier Samuel da Silva• BRA Brasil                   |
| 4x100 m S14    | William Ellard Rhys Darbey Poppy Maskill Olivia Newman-Baronius GBR Grã-Bretanha              | Jack Ireland Madeleine McTernan Ruby Storm Benjamin Hance AUS Austrália       | Arthur Xavier Gabriel Bandeira Beatriz Carneiro Ana Karolina Soares BRA Brasil                           |
| 4×100 m 34 pts | Stefano Raimondi Giulia Terzi Xenia Palazzo Simone Barlaam ITA Itália                         | Alexa Leary Callum Simpson Chloe Osborn Rowan Crothers AUS Austrália          | Matthew Torres Noah Jaffe Natalie Sims Christie Raleigh-Crossley USA Estados Unidos                      |
| 4x100 m 49 pts | Maryna Piddubna Oleksii Virchenko Anna Stetsenko Yaroslav Denysenko UKR Ucrânia               | Matheus Rheine Douglas Matera Lucilene Sousa Carol Santiago BRA Brasil        | José Ramón Cantero Elvira Maria Delgado Nadal Emma Feliu Martin Enrique José Alhambra Mollar ESP Espanha |

• Por ter um limite de quatro nadadores por CONs, os outros membros da equipe foram convocados como reservas.

#### Medley
| Evento         | Ouro                                                                                                   | Prata                                                                                             | Bronze |
| -------------- | --- | ------------------------------------------------------------------------------------------------- | --- |
| 4×100 m 20 pts | Lu Dong Zhang Li Wang Lichao Guo Jincheng Zou Liankang• Yao Cuan• Wang Jingang• Jiang Yuyan• CHN China | Ellie Marks Morgan Ray Abbas Karimi Leanne Smith USA Estados Unidos                               | Yaroslav Semenenko Anna Hontar Oleksandr Komarov Iryna Poida Denys Ostapchenko• Veronika Korzhova• UKR Ucrânia |
| 4×100 m 34 pts | Jesse Aungles Timothy Hodge Emily Beecroft Alexa Leary AUS Austrália                                   | Olivier van der Voort Chantalle Zijderveld Florianne Bultje Thijs van Hofweegen NED Países Baixos | Núria Marquès Oscar Salguero Galisteo Iñigo Llopis Sanz Sarai Gascón ESP Espanha                               |

• Por ter um limite de quatro nadadores por CONs, os outros membros da equipe foram convocados como reservas.

### Quadro de medalhas
País sede destacado
| Ordem | País                             | Medalha de ouro | Medalha de prata | Medalha de bronze |     |
| ----- | -------------------------------- | --------------- | ---------------- | ----------------- | --- |
| 1     | CHN China                        | 22              | 21               | 11                | 54  |
| 2     | GBR Grã-Bretanha                 | 18              | 8                | 6                 | 32  |
| –     | NPA Atletas Paralímpicos Neutros | 16              | 14               | 11                | 41  |
| 3     | ITA Itália                       | 16              | 6                | 15                | 37  |
| 4     | USA Estados Unidos               | 10              | 17               | 3                 | 30  |
| 5     | UKR Ucrânia                      | 8               | 15               | 17                | 40  |
| 6     | BRA Brasil                       | 7               | 9                | 10                | 26  |
| 7     | AUS Austrália                    | 6               | 8                | 13                | 27  |
| 8     | CAN Canadá                       | 5               | 4                | 4                 | 13  |
| 9     | NED Países Baixos                | 5               | 3                | 2                 | 10  |
| 10    | GER Alemanha                     | 4               | 3                | 3                 | 10  |
| 11    | JPN Japão                        | 3               | 3                | 6                 | 12  |
| 12    | HUN Hungria                      | 3               | 2                | 1                 | 6   |
| 13    | FRA França                       | 2               | 6                | 6                 | 14  |
| 14    | ESP Espanha                      | 2               | 4                | 9                 | 15  |
| 15    | ISR Israel                       | 2               | 1                | 2                 | 5   |
| 16    | TUR Turquia                      | 2               |                  | 1                 | 3   |
| 17    | POL Polônia                      | 2               |                  |                   | 2   |
|       | SIN Singapura                    | 2               |                  |                   | 2   |
| 19    | MEX México                       | 1               | 3                | 3                 | 7   |
| 20    | CZE Chéquia                      | 1               | 1                | 2                 | 4   |
| 21    | GRE Grécia                       | 1               | 1                |                   | 2   |
|       | SUI Suíça                        | 1               | 1                |                   | 2   |
| 23    | ARG Argentina                    | 1               |                  | 1                 | 2   |
| 24    | DEN Dinamarca                    | 1               |                  |                   | 1   |
| 25    | COL Colômbia                     |                 | 5                | 1                 | 6   |
| 26    | AZE Azerbaijão                   |                 | 1                | 3                 | 4   |
| 27    | CYP Chipre                       |                 | 1                | 1                 | 2   |
|       | HKG Hong Kong                    |                 | 1                | 1                 | 2   |
|       | IRL Irlanda                      |                 | 1                | 1                 | 2   |
| 30    | BIH Bósnia e Herzegovina         |                 | 1                |                   | 1   |
|       | KAZ Cazaquistão                  |                 | 1                |                   | 1   |
| 32    | CHI Chile                        |                 |                  | 3                 | 3   |
| 33    | CRO Croácia                      |                 |                  | 1                 | 1   |
|       | NOR Noruega                      |                 |                  | 1                 | 1   |
|       | POR Portugal                     |                 |                  | 1                 | 1   |
|       | UZB Uzbequistão                  |                 |                  | 1                 | 1   |
| TOTAL | TOTAL                            | 141             | 142              | 140               | 423 |